# NGC 7125
NGC 7125 (również PGC 67417) – galaktyka spiralna z poprzeczką (SBc), znajdująca się w gwiazdozbiorze Indianina. Odkrył ją John Herschel 22 lipca 1835 roku.
W galaktyce tej zaobserwowano supernową SN 2012du.